# Kajsbergstjärnen
Kajsbergstjärnen är en sjö i Orsa kommun i Dalarna och ingår i Dalälvens huvudavrinningsområde.